# 艾殊利·菲臘斯
艾殊利·菲臘斯（英語：Ashley Phillips，2005年6月26日—），英格蘭足球運動員，場上司職中堅，現效力英格蘭足球冠軍聯賽球隊史篤城（英格蘭超級足球聯賽球會熱刺外借）。

## 球會生涯

### 布力般流浪
2021年9月，有報導稱菲利普斯同意與布萊克本簽訂一份為期三年的職業合同，合同從次年6月他17歲生日起生效。然而到2022年8月，布萊克本主帥容·达尔·托馬森表示合同尚未簽署。
菲利普斯於2022年8月10日在伊活公園球場以4-0戰勝哈特尔普尔联的英格蘭聯賽盃職業生涯首秀中入選首發陣容。
菲利普斯於2022年8月14日在對陣西布朗的比賽中首次亮相聯賽，出場71分鐘，幫助球隊2-1獲勝。菲利普斯於2022年9月20日與布萊克本流浪者簽署了他的第一份職業合同，合同期至2025年6月。

### 熱刺
2023年8月5日，菲利普斯簽約英超俱樂部熱刺。

## 國際賽生涯
2021年4月9日，菲利普斯在威爾士U16 3-2戰勝英格蘭U16的比賽中替補登場，首次代表威爾士U16出場。10月1日，菲利普斯被徵召進入英格蘭U17國家隊。
2022年9月16日，菲利普斯與布力般流浪隊友一起被徵召入英格蘭U19，在2-0戰勝黑山U19的比賽中首次亮相。
2023年6月9日，菲利普斯在里斯本國際錦標賽2-2戰平挪威U18的比賽中首次代表英格蘭U18出場。

## 踢球風格
2021年11月，當時的布力般一線隊主教練形容菲利普斯是“非凡的”，並評論說身高6尺4寸的菲利普斯擁有出色的控球能力。莫布雷表示：“他速度快，機動性強，傳球能力非常好。雙腳皆可運用，他很沉著……如果你要按照你想要的方式創造一名後衛，這個孩子具備所有屬性。”

## 榮譽
- 英格蘭足球聯賽年度最佳學徒球員: 2022–23[17]